# موتور کریم خان
موتور کریم خان یک منطقهٔ مسکونی در ایران است که در دهستان حومه (ایرانشهر) واقع شده‌است. موتور کریم خان ۲۴ نفر جمعیت دارد.